# Escudo de Narvik
El Escudo de Narvik (en alemán: Narvikschild) fue una condecoración militar alemana de la Segunda Guerra Mundial otorgada a todas las fuerzas alemanas que participaron en las batallas de Narvik entre el 9 de abril y el 8 de junio de 1940. Fue instituida el 19 de agosto de 1940 por Adolf Hitler. El Oberkommando der Wehrmacht (OKW) publicó la orden el mismo día. Fue otorgada por el general Eduard Dietl, el comandante del Grupo de Ejércitos Narvik.
La condecoración fue la primera de una serie de condecoraciones que consistían en un escudo de campaña para llevar en las mangas del uniforme. Un total de 8.577 personas recibieron la condecoración. Específicamente: 2.755 para el Heer, 2.161 para la Kriegsmarine y 3.661 para la Luftwaffe.

## Diseño
Diseñado por el profesor Richard Klein de Múnich, el escudo es estrecho con una base puntiaguda y, en su vértice, tiene un águila con alas extendidas que sostiene una corona de laurel que rodea una esvástica. Debajo de esto, y en letras mayúsculas, está escrito NARVIK. El cuerpo del escudo presenta un edelweiss (que representa a las tropas de montaña del ejército), un ancla (que representa a la Kriegsmarine) y una hélice (para la Luftwaffe). El ancla y la hélice están cruzadas, con el edelweiss colocado en la parte superior de la cruz. Los números 19 y 40 aparecen en las esquinas superiores del cuerpo principal del escudo.
El escudo tenía la parte trasera hueca y estaba estampado en metal, normalmente de zinc. El escudo fue otorgado en dos versiones: versiones gris plateado para el ejército y la Luftwaffe y una versión dorada para la Kriegsmarine. Se otorgaba envuelto en un pedazo de tela correspondiente al color del uniforme y se usaba en la parte superior del brazo izquierdo del uniforme.

### Versión de 1957
En 1957, el Escudo de Narvik, junto con muchas otras condecoraciones militares alemanas de la Segunda Guerra Mundial, fue reautorizado para el uso de los veteranos que habían sido condecorados. La nueva versión tenía el mismo diseño, pero sin el símbolo del águila y la esvástica que representaba a la Alemania nazi.